# Meidericher Spielverein Duisburg 2003-2004
Questa voce raccoglie le informazioni riguardanti il Meidericher Spielverein Duisburg nelle competizioni ufficiali della stagione 2003-2004.

## Stagione
Nella stagione 2003-2004 il Duisburg, allenato da Norbert Meier, concluse il campionato di 2. Bundesliga al 7º posto. In Coppa di Germania il Duisburg fu eliminato ai quarti di finale dal Borussia M'gladbach.

## Rosa
| N. |                        | Ruolo | Calciatore       |
| -- | ---------------------- | ----- | ---------------- |
| 1  | Germania (bandiera)    | P     | Dirk Langerbein  |
| 2  | Germania (bandiera)    | D     | Benjamin Kruse   |
| 3  | Danimarca (bandiera)   | D     | Thomas Bælum     |
| 4  | Rep. Ceca (bandiera)   | D     | Pavel Drsek      |
| 5  | Germania (bandiera)    | C     | Dietmar Hirsch   |
| 6  | Germania (bandiera)    | C     | Ralf Keidel      |
| 7  | Germania (bandiera)    | D     | Alexander Bugera |
| 8  | Germania (bandiera)    | C     | Andreas Voss     |
| 9  | Polonia (bandiera)     | A     | Mirosław Spizak  |
| 10 | Paesi Bassi (bandiera) | C     | Rob Maas         |
| 11 | Germania (bandiera)    | D     | Carsten Wolters  |
| 12 | Germania (bandiera)    | D     | Kai Oswald       |
| 13 | Germania (bandiera)    | D     | Rouven Schröder  |

| N. |                     | Ruolo | Calciatore         |
| -- | ------------------- | ----- | ------------------ |
| 14 | Marocco (bandiera)  | D     | Nasir El Kasmi     |
| 15 | Marocco (bandiera)  | A     | Abdelaziz Ahanfouf |
| 16 | Italia (bandiera)   | C     | Giuseppe Spitali   |
| 17 | Bulgaria (bandiera) | C     | Ilija Gruev        |
| 18 | Germania (bandiera) | A     | Markus Kurth       |
| 19 | Germania (bandiera) | C     | Peter Peschel      |
| 20 | Germania (bandiera) | A     | Rafael Kazior      |
| 21 | Belgio (bandiera)   | A     | Peter Van Houdt    |
| 21 | Germania (bandiera) | C     | Thomas Vana        |
| 23 | Germania (bandiera) | A     | Josef Ivanović     |
| 24 | Brasile (bandiera)  | C     | Cacá               |
| 26 | Germania (bandiera) | P     | Sven Beuckert      |

## Organigramma societario
Area tecnica
- Allenatore: Norbert Meier
- Allenatore in seconda:
- Preparatore dei portieri: Manfred Gloger
- Preparatori atletici:

## Calciomercato

### Sessione estiva
| Acquisti | Acquisti           | Acquisti             | Acquisti |
| R.       | Nome               | da                   | Modalità |
| -------- | ------------------ | -------------------- | -------- |
| A        | Abdelaziz Ahanfouf | Dinamo Dresda        |          |
| P        | Sven Beuckert      | Union Berlino        |          |
| D        | Alexander Bugera   | Bayern Monaco II     |          |
| D        | Nasir El Kasmi     | Bayer Leverkusen     |          |
| C        | Dietmar Hirsch     | Hansa Rostock        |          |
| A        | Josef Ivanović     | Alemannia Aquisgrana |          |
| A        | Rafael Kazior      | St. Pauli II         |          |
| D        | Benjamin Kruse     | Friburgo             |          |
| A        | Markus Kurth       | Colonia              |          |
| C        | Rob Maas           | Hertha Berlino       |          |
| D        | Kai Oswald         | Hannover 96          |          |
| C        | Peter Peschel      | Jahn Ratisbona       |          |
| A        | Mirosław Spizak    | Alemannia Aquisgrana |          |

| Cessioni | Cessioni         | Cessioni               | Cessioni |
| R.       | Nome             | da                     | Modalità |
| -------- | ---------------- | ---------------------- | -------- |
| D        | Sebastian Backer | Eintracht Braunschweig |          |
| D        | Philipp Bönig    | Bochum                 |          |
| A        | Marius Ebbers    | Colonia                |          |
| D        | Ervin Fakaj      | Tirana                 |          |
| A        | Louis Gomis      | Mons                   |          |
| A        | Sercan Güvenışık | Denizlispor            |          |
| A        | Dominik Jansen   | Eintracht Braunschweig |          |
| C        | Vasile Miriuță   | Győri ETO              |          |
| A        | Hilmi Mıhçı      | De Graafschap          |          |
| P        | Tobias Rott      | Saarbrücken            |          |
| C        | Michael Zeyer    | Fortuna Düsseldorf     |          |

### Sessione invernale
| Acquisti | Acquisti        | Acquisti            | Acquisti |
| R.       | Nome            | da                  | Modalità |
| -------- | --------------- | ------------------- | -------- |
| A        | Peter Van Houdt | Borussia M'gladbach |          |
| D        | Thomas Bælum    | Aalborg             |          |

| Cessioni | Cessioni     | Cessioni    | Cessioni |
| R.       | Nome         | da          | Modalità |
| -------- | ------------ | ----------- | -------- |
| D        | Steven Tweed | Yokohama FC |          |

## Risultati

### 2. Bundesliga

#### Girone di andata
| Arbitro: | Frank |

|                      |           |             |
| Kurth 62’ Spizak 83’ | Marcatori | 77’ Thioune |

| Arbitro: | Fröhlich |

|            |           |  |
| Šukalo 85’ | Marcatori |  |

| Arbitro: | Marks |

|                |           |                            |
| Kurth 13’, 82’ | Marcatori | 28’ Willmann 76’ Hutwelker |

| Arbitro: | Rafati |

|                    |           |              |
| Winkler 41’ (rig.) | Marcatori | 24’ Schröder |

| Arbitro: | Schalk |

|            |           |  |
| Hirsch 31’ | Marcatori |  |

| Arbitro: | Gräfe |

|                          |           |            |
| Meijer 11’ Klitzpera 36’ | Marcatori | 64’ Bugera |

| Arbitro: | Weiner |

|                        |           |            |
| Kurth 19’ Ahanfouf 88’ | Marcatori | 59’ Stehle |

| Arbitro: | Perl |

|                              |           |                       |
| von Walsleben-Schied 9’, 53’ | Marcatori | 35’ Bugera 48’ Keidel |

| Arbitro: | Rafati |

|                  |           |                 |
| Gruev 77’ (rig.) | Marcatori | 18’ Rietpietsch |

| Arbitro: | Walz |

|                      |           |                                   |
| N'Diaye 4’ Cissé 62’ | Marcatori | 73’ Bugera 76’ Drsek 90’ Ahanfouf |

| Arbitro: | Späker |

|  |           |                     |
|  | Marcatori | 86’ Hassa 89’ Casey |

| Arbitro: | Kammerer |

|              |           |                         |
| Everaldo 29’ | Marcatori | 39’ Ahanfouf 87’ Spizak |

| Arbitro: | Weber |

|  |           |           |
|  | Marcatori | 73’ Thurk |

| Arbitro: | Frank |

|               |           |                   |
| Latoundji 52’ | Marcatori | 67’ (rig.) Bugera |

| Arbitro: | Weber |

|                            |           |                               |
| Spizak 3’ Gruev 33’ (rig.) | Marcatori | 25’ Heidrich 90’ (rig.) Grund |

| Arbitro: | Raquet |

|                     |           |                             |
| Ruman 30’, 42’, 69’ | Marcatori | 13’, 48’ Ahanfouf 23’ Drsek |

| Arbitro: | Schalk |

|  |           |                        |
|  | Marcatori | 82’ Bogusz 90’ Katanha |

#### Girone di ritorno
| Arbitro: | Marks |

|  |           |           |
|  | Marcatori | 9’ Helbig |

| Arbitro: | Perl |

|           |           |              |
| Adzic 45’ | Marcatori | 32’ Ahanfouf |

| Arbitro: | Scheppe |

|  |           |                                                 |
|  | Marcatori | 31’ Bugera 46’, 85’ Drsek 65’ Ahanfouf 90’ Voss |

| Arbitro: | Kammerer |

|                             |           |  |
| Bælum 25’ Bugera 51’ (rig.) | Marcatori |  |

| Arbitro: | Stark |

|                                  |           |             |
| Baumgart 56’ (rig.) Sobotzik 68’ | Marcatori | 3’ Ahanfouf |

| Arbitro: | Fröhlich |

|                        |           |              |
| Ahanfouf 46’ Bælum 56’ | Marcatori | 15’ Pflipsen |

| Arbitro: | Keßler |

|                      |           |  |
| Mintál 15’ Ćirić 66’ | Marcatori |  |

| Arbitro: | Späker |

|                                       |           |           |
| Bugera 26’ (rig.) Kurth 45’ Kasmi 88’ | Marcatori | 28’ Lenze |

| Arbitro: | Meyer |

|  |           |                             |
|  | Marcatori | 34’ Ahanfouf 57’, 84’ Kurth |

| Arbitro: | Raquet |

|           |           |                     |
| Kurth 15’ | Marcatori | 55’ Đenić 72’ Bamba |

| Arbitro: | Henschel |

|           |           |  |
| Hassa 45’ | Marcatori |  |

| Arbitro: | Weber |

|            |           |  |
| Bugera 85’ | Marcatori |  |

| Arbitro: | Hoyzer |

|                                            |           |              |
| Weiland 2’ Friedrich 38’ Auer 56’ Rose 85’ | Marcatori | 90’ Ahanfouf |

| Arbitro: | Stark |

|                                                   |           |                           |
| Houdt 4’ Kurth 49’ Bugera 57’ (rig.) Ahanfouf 76’ | Marcatori | 72’ Reghecampf 82’ Vágner |

| Arbitro: | Kammerer |

|                               |           |             |
| Shubitidze 54’ Toppmöller 79’ | Marcatori | 4’ Ahanfouf |

| Arbitro: | Meyer |

|                    |           |             |
| Reichel 41’ (aut.) | Marcatori | 38’ Caillas |

| Arbitro: | Keßler |

|            |           |                                   |
| Boakye 60’ | Marcatori | 5’ (rig.) Ahanfouf 51’, 87’ Kurth |

### Coppa di Germania
| Arbitro: | Henschel |

|                                      |                      |                                  |
| Kreibich Banser Siemke Prest Kallnik | Tiri di rigore 3 – 4 | Hirsch Maas Schröder Drsek Gruev |

| Arbitro: | Meyer |

|          |           |                        |
| Kreuz 4’ | Marcatori | 44’ Cacá 110’ Ahanfouf |

| Arbitro: | Pickel |

|                                       |                      |                              |
| Tölcseres 15’ Rraklli 25’, 47’        | Marcatori            | 14’ Spizak 66’, 90’ Ahanfouf |
| Kritzer Knackmuß Weinzierl Stieglmair | Tiri di rigore 2 – 4 | Hirsch Cacá Bugera Gruev     |

| Arbitro: | Fröhlich |

|                                         |                      |                                  |
| Hout 68’ Marić 89’                      | Marcatori            | 38’ Kasmi 83’ (aut.) Ašanin      |
| van Lent Hout Korzynietz Marić Strasser | Tiri di rigore 4 – 3 | Hirsch Drsek Bugera Keidel Gruev |

## Statistiche

### Statistiche di squadra
| Competizione      | Punti | In casa | In casa | In casa | In casa | In casa | In casa | In trasferta | In trasferta | In trasferta | In trasferta | In trasferta | In trasferta | Totale | Totale | Totale | Totale | Totale | Totale | DR |
| Competizione      | Punti | G       | V       | N       | P       | Gf      | Gs      | G            | V            | N            | P            | Gf           | Gs           | G      | V      | N      | P      | Gf     | Gs     | DR |
| ----------------- | ----- | ------- | ------- | ------- | ------- | ------- | ------- | ------------ | ------------ | ------------ | ------------ | ------------ | ------------ | ------ | ------ | ------ | ------ | ------ | ------ | -- |
| 2. Bundesliga     | 48    | 17      | 8       | 4       | 5       | 24      | 20      | 17           | 5            | 5            | 7            | 28           | 26           | 34     | 13     | 9      | 12     | 52     | 46     | +6 |
| Coppa di Germania | -     | 0       | 0       | 0       | 0       | 0       | 0       | 4            | 1            | 3            | 0            | 7            | 6            | 4      | 1      | 3      | 0      | 7      | 6      | +1 |
| Totale            | 48    | 17      | 8       | 4       | 5       | 24      | 20      | 21           | 6            | 8            | 7            | 35           | 32           | 38     | 14     | 12     | 12     | 59     | 52     | +7 |

### Andamento in campionato
| Giornata  | 1 | 2  | 3  | 4 | 5 | 6  | 7 | 8 | 9 | 10 | 11 | 12 | 13 | 14 | 15 | 16 | 17 | 18 | 19 | 20 | 21 | 22 | 23 | 24 | 25 | 26 | 27 | 28 | 29 | 30 | 31 | 32 | 33 | 34 |
| --------- | - | -- | -- | - | - | -- | - | - | - | -- | -- | -- | -- | -- | -- | -- | -- | -- | -- | -- | -- | -- | -- | -- | -- | -- | -- | -- | -- | -- | -- | -- | -- | -- |
| Luogo     | C | T  | C  | T | C | T  | C | T | C | T  | C  | T  | C  | T  | C  | T  | C  | C  | T  | T  | C  | T  | C  | T  | C  | T  | C  | T  | C  | T  | C  | T  | C  | T  |
| Risultato | V | P  | N  | N | V | P  | V | N | N | V  | P  | V  | P  | N  | N  | N  | P  | P  | N  | V  | V  | P  | V  | P  | V  | V  | P  | P  | V  | P  | V  | P  | N  | V  |
| Posizione | 5 | 10 | 11 | 9 | 5 | 10 | 5 | 6 | 6 | 5  | 9  | 8  | 10 | 9  | 9  | 10 | 12 | 11 | 14 | 11 | 9  | 9  | 8  | 8  | 7  | 7  | 7  | 8  | 7  | 8  | 7  | 8  | 8  | 7  |

Legenda:

Luogo: C = Casa; T = Trasferta. Risultato: V = Vittoria; N = Pareggio; P = Sconfitta.

### Statistiche dei giocatori
| Giocatore     | 2. Bundesliga | 2. Bundesliga | 2. Bundesliga | 2. Bundesliga | Coppa di Germania | Coppa di Germania | Coppa di Germania | Coppa di Germania | Totale   | Totale | Totale      | Totale     |
| Giocatore     | Presenze      | Reti          | Ammonizioni   | Espulsioni    | Presenze          | Reti              | Ammonizioni       | Espulsioni        | Presenze | Reti   | Ammonizioni | Espulsioni |
| ------------- | ------------- | ------------- | ------------- | ------------- | ----------------- | ----------------- | ----------------- | ----------------- | -------- | ------ | ----------- | ---------- |
| A. Ahanfouf   | 30            | 14            | 1             | 1             | 3                 | 3                 | 1                 | 0                 | 33       | 17     | 2           | 1          |
| S. Beuckert   | 0             | 0             | 0             | 0             | 0                 | 0                 | 0                 | 0                 | 0        | 0      | 0           | 0          |
| A. Bugera     | 33            | 9             | 6             | 0             | 4                 | 0                 | 1                 | 0                 | 37       | 9      | 7           | 0          |
| T. Bælum      | 16            | 2             | 4             | 0             | 1                 | 0                 | 0                 | 0                 | 17       | 2      | 4           | 0          |
| C. Cacá       | 15            | 0             | 1             | 0             | 3                 | 1                 | 0                 | 0                 | 18       | 1      | 1           | 0          |
| P. Drsek      | 32            | 4             | 2             | 0             | 4                 | 0                 | 1                 | 0                 | 36       | 4      | 3           | 0          |
| I. Gruev      | 16            | 2             | 2             | 0             | 4                 | 0                 | 0                 | 0                 | 20       | 2      | 2           | 0          |
| D. Hirsch     | 24            | 1             | 9             | 0             | 4                 | 0                 | 1                 | 0                 | 28       | 1      | 10          | 0          |
| P. Houdt      | 13            | 1             | 1             | 1             | 0                 | 0                 | 0                 | 0                 | 13       | 1      | 1           | 1          |
| J. Ivanović   | 2             | 0             | 0             | 0             | 0                 | 0                 | 0                 | 0                 | 2        | 0      | 0           | 0          |
| N. Kasmi      | 22            | 1             | 4             | 0             | 4                 | 1                 | 1                 | 0                 | 26       | 2      | 5           | 0          |
| R. Kazior     | 4             | 0             | 0             | 0             | 1                 | 0                 | 0                 | 1                 | 5        | 0      | 0           | 1          |
| R. Keidel     | 30            | 1             | 12            | 0             | 2                 | 0                 | 1                 | 1                 | 32       | 1      | 13          | 1          |
| B. Kruse      | 6             | 0             | 3             | 0             | 0                 | 0                 | 0                 | 0                 | 6        | 0      | 3           | 0          |
| M. Kurth      | 26            | 11            | 3             | 0             | 3                 | 0                 | 1                 | 0                 | 29       | 11     | 4           | 0          |
| D. Langerbein | 34            | 0             | 3             | 0             | 4                 | 0                 | 1                 | 0                 | 38       | 0      | 4           | 0          |
| R. Maas       | 33            | 0             | 8             | 0             | 4                 | 0                 | 2                 | 0                 | 37       | 0      | 10          | 0          |
| K. Oswald     | 21            | 0             | 3             | 0             | 2                 | 0                 | 1                 | 0                 | 23       | 0      | 4           | 0          |
| P. Peschel    | 14            | 0             | 1             | 0             | 1                 | 0                 | 0                 | 0                 | 15       | 0      | 1           | 0          |
| R. Schröder   | 18            | 1             | 4             | 0             | 4                 | 0                 | 0                 | 0                 | 22       | 1      | 4           | 0          |
| G. Spitali    | 0             | 0             | 0             | 0             | 0                 | 0                 | 0                 | 0                 | 0        | 0      | 0           | 0          |
| M. Spizak     | 29            | 3             | 2             | 0             | 4                 | 1                 | 0                 | 0                 | 33       | 4      | 2           | 0          |
| S. Tweed      | 1             | 0             | 0             | 0             | 0                 | 0                 | 0                 | 0                 | 1        | 0      | 0           | 0          |
| T. Vana       | 0             | 0             | 0             | 0             | 0                 | 0                 | 0                 | 0                 | 0        | 0      | 0           | 0          |
| A. Voss       | 11            | 1             | 4             | 0             | 0                 | 0                 | 0                 | 0                 | 11       | 1      | 4           | 0          |
| C. Wolters    | 33            | 0             | 9             | 0             | 4                 | 0                 | 1                 | 0                 | 37       | 0      | 10          | 0          |